# Я живу своей жизнью
«Я живу своей жизнью» (англ. I Live My Life) — комедийная мелодрама 1935 года режиссёра В. С. Ван Дайка по сценарию Джозефа Манкевича, основанному на рассказе «Клаустрофобия» писательницы Абби Картер Гудло.

## Сюжет
У скучающей светской львицы (Джоан Кроуфорд) в Греции начинается роман с американским археологом (Брайан Ахерн). Вскоре они возвращаются вместе в Америку и женятся, после чего археолог, который испытывает неловкость от светского общества, начинает постепенно менять взгляды и образ жизни своей жены.

## В ролях
- Джоан Кроуфорд — Кей Бентли
- Брайан Ахерн — Теренс О'Нил
- Фрэнк Морган — Дж. П. Бентли
- Алин Макмагон — Бетти Коллинз
- Джесси Ральф — бабушка Кей
- Фрэнк Шилдс — секретарь приемной
- Стерлинг Холлоуэй — Макс
- Винс Барнетт — клерк
- Эстер Дейл — Брамбо

## Критика
Как было отмечено в журнале Variety, фильм «содержит в достатке все необходимые ингредиенты стандартной картины Кроуфорд, где забавные романтические отношения подкрепляются костюмами, коктейлями и дворецкими». Современный историк кино Крейг Батлер обратил внимание на предсказуемость сюжета картины, при этом отметив, что Манкевичу «при каждой возможности удаётся наполнить его остроумной болтовнёй», благодаря которой режиссёр «получает столь необходимую ему сценарную поддержку».